# Literární akademie (Španělsko)
Literární akademie v době španělského zlatého období byly spolky básníků a literátů, které se soustřeďovaly ve šlechtických sídlech. 
Členové těchto akademií se věnovali rozpravám a debatám o literárních a humanistických, ale i obecných tématech. Na konci rozprav se navrhovalo společné téma, na které členové do příštího setkání psali své básně a spisy.
valencijská Academia de los Nocturnos, jejíž aktivity, jména členů i další podrobnosti jsou popsány ve spise zahrnujícím také básnické texty, které se zde četly, byla jednou z nejslavnějších. Měla také odnože v několika městech, nejvýznamnější byly v Seville, kterou vedl markýz z Tarify, která se scházela ve zdejší Casa de Pilatos. 